# Dead Wrong (Marvel Comics)
"Dead Wrong" é um arco de história da premiada série de revistas em quadrinhos americana da Marvel Comics, Fugitivos. A história foi escrita por Terry Moore e ilustrada por Humberto Ramos. A história, que é composta das seis primeiras edições do volume 3 de Fugitivos, foi publicada originalmente entre outubro de 2008 e março de 2009.

## Produção

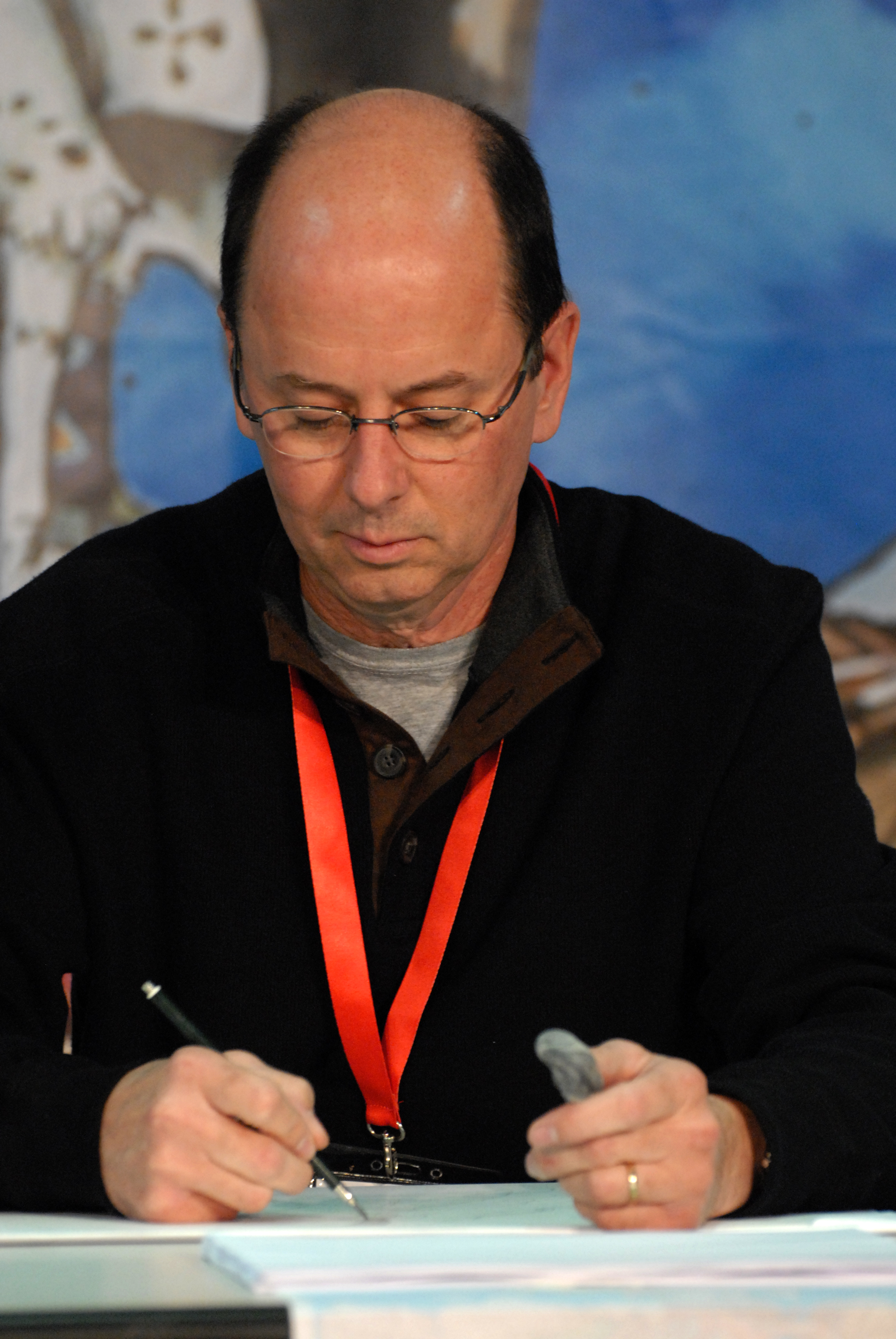
O escritor Terry Moore.

Terry Moore foi anunciado para assumir a série durante o verão de 2006. Moore não havia lido sobre Fugitivos até que a oferta de trabalho surgiu; depois de obter mais informações sobre Fugitivos através de seu filho, Moore "se apaixonou" e descreveu os personagens com grande detalhe e paixão. Moore mencionou que uma de suas cenas favoritas nessa história envolveu a cena da praia com Molly e Klara.
Moore introduziu os últimos Majesdanianos (a raça alienígena de Karolina) sobreviventes, VaRikk, deHalle, VaDanti e o General, cujo nome foi revelado (online) ser VaDrann.
As encarnações de Humberto Ramos dos Fugitivos diferem muito daquelas dos artistas anteriores Adrian Alphona, Mike Norton e Michael Ryan. Para Karolina, ele usou sua opinião pessoal para desenhar ela, deliberadamente quebrando estilo com os artistas anteriores. Seu desenho de Nico foi feito para parecer sexy. Quanto a Chase, Ramos modelou ele em um típico "surfista loiro da Califórnia", porque Chase deve ser "o músculo da equipe". Ramos foi regularmente para o Yahoo! Shopping, procurando as últimas novidades em moda para as roupas inspiradas em Hannah Montana de Molly e Klara. O gênero de Xavin é determinado pela forma como a história progride, Victor permanece mais ou menos o mesmo, mas Alfazema é muito diferente. Com uma mandíbula muito mais longa, a dinossaura parece muito maior que as encarnações anteriores.

## História

### Enredo
A edição piloto do arco de história fez com que os Fugitivos encontrassem um terceiro esconderijo na antiga casa em Malibu dos pais de Chase. Klara salva sua primeira vida, o gerente de uma estação de rádio e novo chefe de Chase, Bob, que misteriosamente cai da torre durante um ataque cardíaco. Ao voltar para casa, os Fugitivos descobrem que os Majesdanianos restantes chegaram; deHalle, vaRikk, vaDanti e o General têm o desejo de caçar Karolina pelos problemas causados em seu planeta. Com a ajuda de um feitiço de Nico ("Dispersão") ela consegue separar os Majesdanianos, enviando vaRikk para a África, deHalle para a Antártida e o General para a China. O feitiço dela não funciona no vaDanti, então os Fugitivos o mantém aprisionado. Enquanto isso, Val Rhymin mata Bob, o gerente da estação. É revelado na terceira edição que o feitiço de Nico também afetou os Fugitivos; uma razão pela qual eles também estão se separando lentamente. Depois de lutar contra os Majesdanianos, Xavin, mudando de forma para Karolina, parte do grupo ficando sob a custódia dos inimigos para poupar sua amada.